# Stephanopachys linearis
Stephanopachys linearis là một loài bọ cánh cứng trong họ Bostrichidae. Loài này được Kugelann miêu tả khoa học năm 1792.